# Benito Juárez (kommun), Quintana Roo
Benito Juárez är en kommun i Mexiko.   Den ligger i delstaten Quintana Roo, i den östra delen av landet, 1 300 km öster om huvudstaden Mexico City. Antalet invånare är 658 911. Arean är 1 664 kvadratkilometer.
Terrängen i Benito Juárez är mycket platt.
Följande samhällen finns i Benito Juárez:
- Cancún
- Alfredo V. Bonfil
- Puerto Morelos
- Leona Vicario
- El Porvenir
- Colonia Chiapaneca Siglo XXI
- Lagos del Sol